# Richard Strauss
Richard Strauss [štraus] (11. června 1864, Mnichov, Německo – 8. září 1949, Garmisch-Partenkirchen, Německo) byl německý hudební skladatel pozdní éry romantismu, který proslul zvláště svými symfonickými básněmi a operami; byl také známým dirigentem.

## Životopis
Narodil se 11. června roku 1864 v bavorském Mnichově jako syn Franze Strausse (1822–1905), který byl hlavním hráčem na lesní roh v mnichovském Dvorním orchestru a později profesorem na hudební akademii. Jeho matka Josephine (1838–1910) pocházela ze známé pivovarnické dynastie Pschorr, jedné z nejbohatších mnichovských rodin. Základního hudebního vzdělání se mu dostalo od otce a své první dílo napsal ve svých šesti letech; od této doby až do své smrti skládal skoro nepřetržitě.
Ve svém dětství navštěvoval zkoušky orchestru v Mnichově a později dostával soukromé hodiny teorie hudby od tamějšího dirigentského asistenta. První opery, které poznal v divadle, byly Lohengrin, Tannhäuser a Siegfried od Richarda Wagnera. V roce 1882 se zapsal na mnichovskou univerzitu, kde studoval filozofii a historii umění, nikoliv hudbu. Zde však vydržel jen jeden rok a poté byl svým otcem poslán do Berlína. Tam se setkal s mnoha vlivnými umělci, spisovateli a hudebníky, mezi něž patřil známý dirigent a klavírista Hans von Bülow, první manžel Lisztovy dcery Cosimy, tehdy již podruhé provdané za Richarda Wagnera. Bülow mu nabídl, aby se stal jeho pomocným dirigentem v Meiningenu. Tuto nabídku přijal a během měsíce se stal hlavním dirigentem. Mohl spolupracovat s Johannesem Brahmsem, byl wagnerovsky ovlivněn Alexandrem Ritterem, prvním houslistou orchestru, a poprvé uslyšel provedení svého vlastního koncertu pro lesní roh. Dirigentem v Meiningenu zůstal do roku 1885.

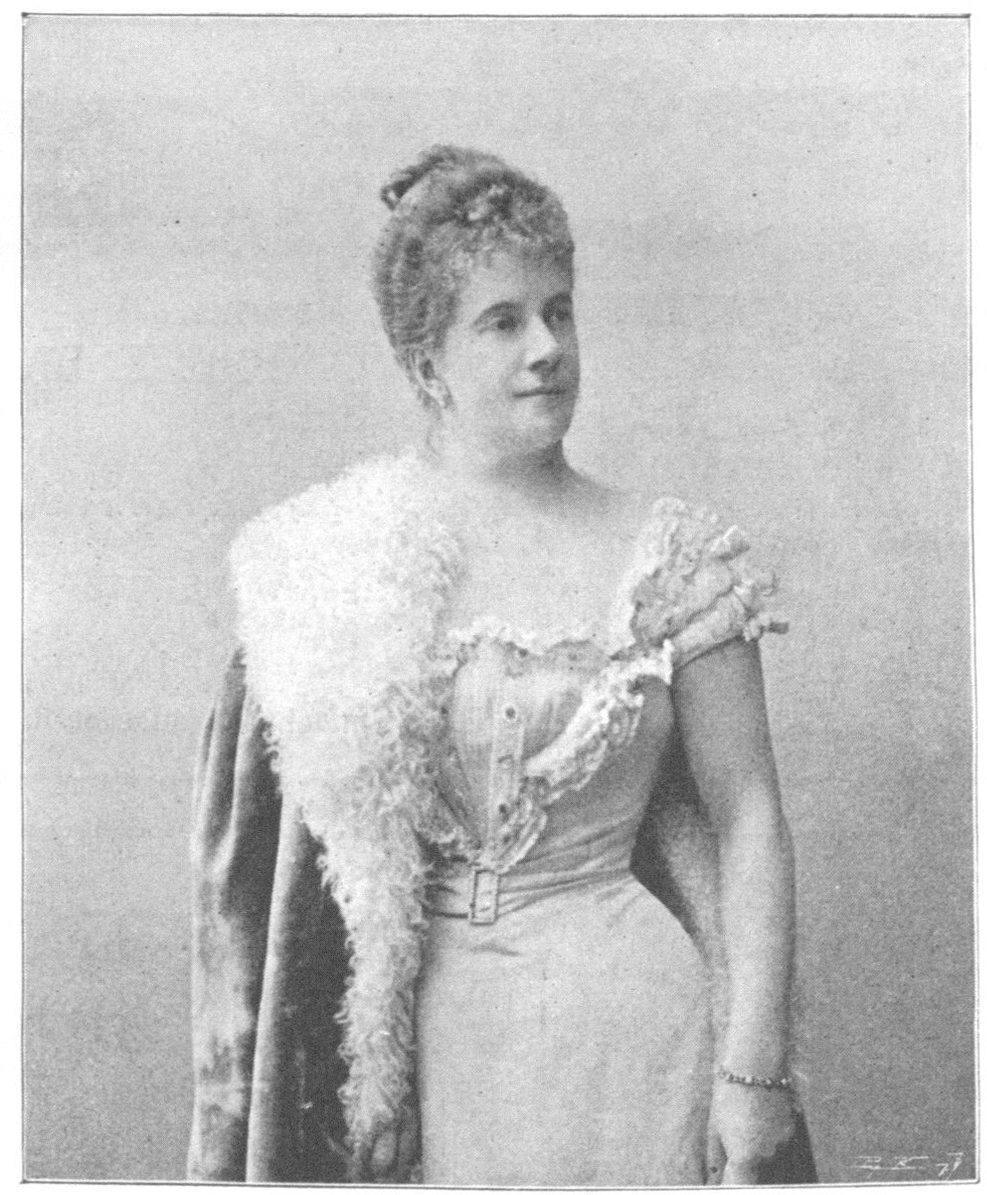
Pauline Strauss de Ahna (1863-1950), manželka Richarda Strausse

10. září roku 1894 se oženil se sopranistkou Paulinou de Ahna (1863-1950), dcerou bavorského generála Adolfa de Ahna. Byla to bouřlivá a otevřená, ale také panovačná a někdy mrzutá žena, avšak jejich manželství bylo šťastné. Pauline byla pro něj velkým zdrojem inspirace, složil o ní a pro ni řadu krásných písní.
Dne 5. listopadu 1898 se Strauss uchopil poprvé dirigentské taktovky v berlínské Dvorní opeře Pod lípami (Hofoper Unter den Linden) při představení opery Richarda Wagnera Tristan a Isolda. V Berlíně se po celých 20 let svého tamějšího působení (1898 až 1918) věnoval uvádění skladeb soudobých komponistů. K tomu účelu založil orchestr zvaný „Berlínský orchestr zvukových umělců“ (Berliner Tonkünstler-Orchester). Snažil se také o zlepšení hmotných podmínek hudebníků a jejich uznání ve společnosti. V roce 1901 se stal předsedou Všeobecného německého hudebního spolku (Allgemeiner deutscher Musikverein, ADM).
Strauss se věnoval intenzívně hudební teorii. V roce 1905 doplnil a pozměnil všeobecně uznávanou nauku o instrumentalizaci skladeb francouzského skladatele Hectora Berlioze. Berliozovo dílo doplnil o další nástroje jako je lesní roh a zpracoval také podněty Richarda Wagnera. Strauss sám dokázal důmyslným používáním hudebních nástrojů ve svých kompozicích vytvářet nová zvuková zabarvení. V Berlíně složil řadu instrumentálních skladeb, mj. svoji známou Alpskou symfonii. Tehdy také hojně cestoval. Navštívil Severní Ameriku a podnikl rozsáhlé cesty po Řecku a Itálii.
Po nastoupení nacistů k moci v Německu v roce 1933 byl Richard Strauss bez předchozí dohody jmenován prezidentem Říšské hudební komory (Reichsmusikkammer), státní organizace na podporu německé hudby. Již v roce 1935 však byl z této funkce sesazen pro svou spolupráci se spisovatelem Stefanem Zweigem, jenž byl žid. Stárnoucí skladatel se pokoušel od režimu distancovat, ale stejně jako nemálo jeho krajanů trpěl po nacistické porážce silnou deprivací. Následně, v letech 1945 až 1949, byl i se ženou nucen hledat útočiště ve Švýcarsku, a to bez finančních prostředků, které mu byly „zmrazeny“. Po této nemilé epizodě však Strauss ke konci svého života obdržel svolení vrátit se do milovaného domova v bavorském Garmisch-Partenkirchen.

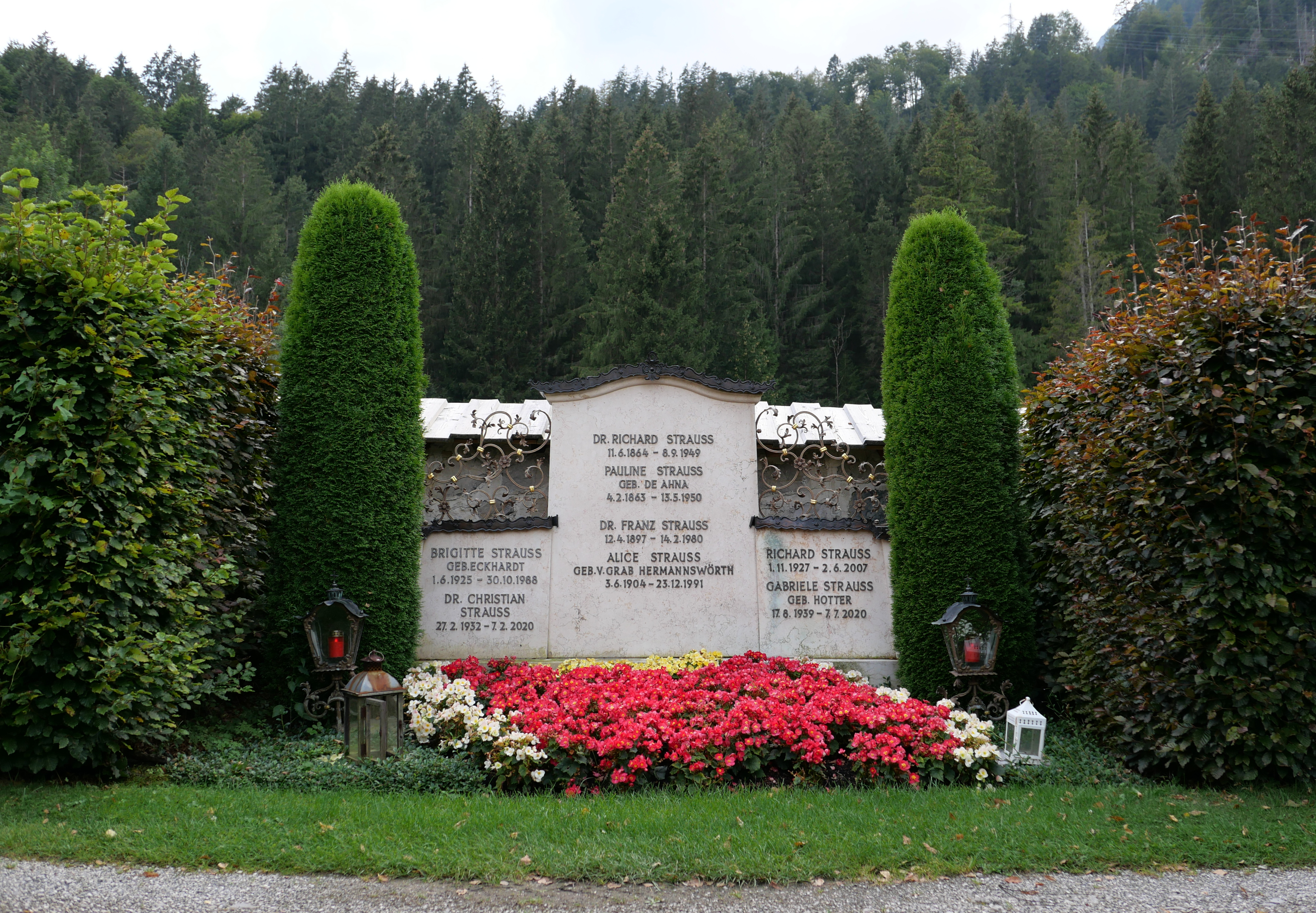
Hrob v roce 2024.

Richard Strauss zemřel 8. září 1949 v Garmisch-Partenkirchen ve věku 85 let. Straussovy ostatky byly zpopelněny. Urna je uložena na hřbitově Garmisch v Garmisch-Partenkirchenu v hrobě, ve kterém je jeho manželka Pauline, jejich syn Franz (1898–1980) a jeho manželka Alice (1904–1991), vnuk Richard (1927–2007) a jehož manželka Gabrielle , rozená Hotter (1939–2020) a vnuk Christian a jeho manželka Brigitte, rozená Eckhardt (1925–1988), byli pohřbeni.

## Skladatelská dráha

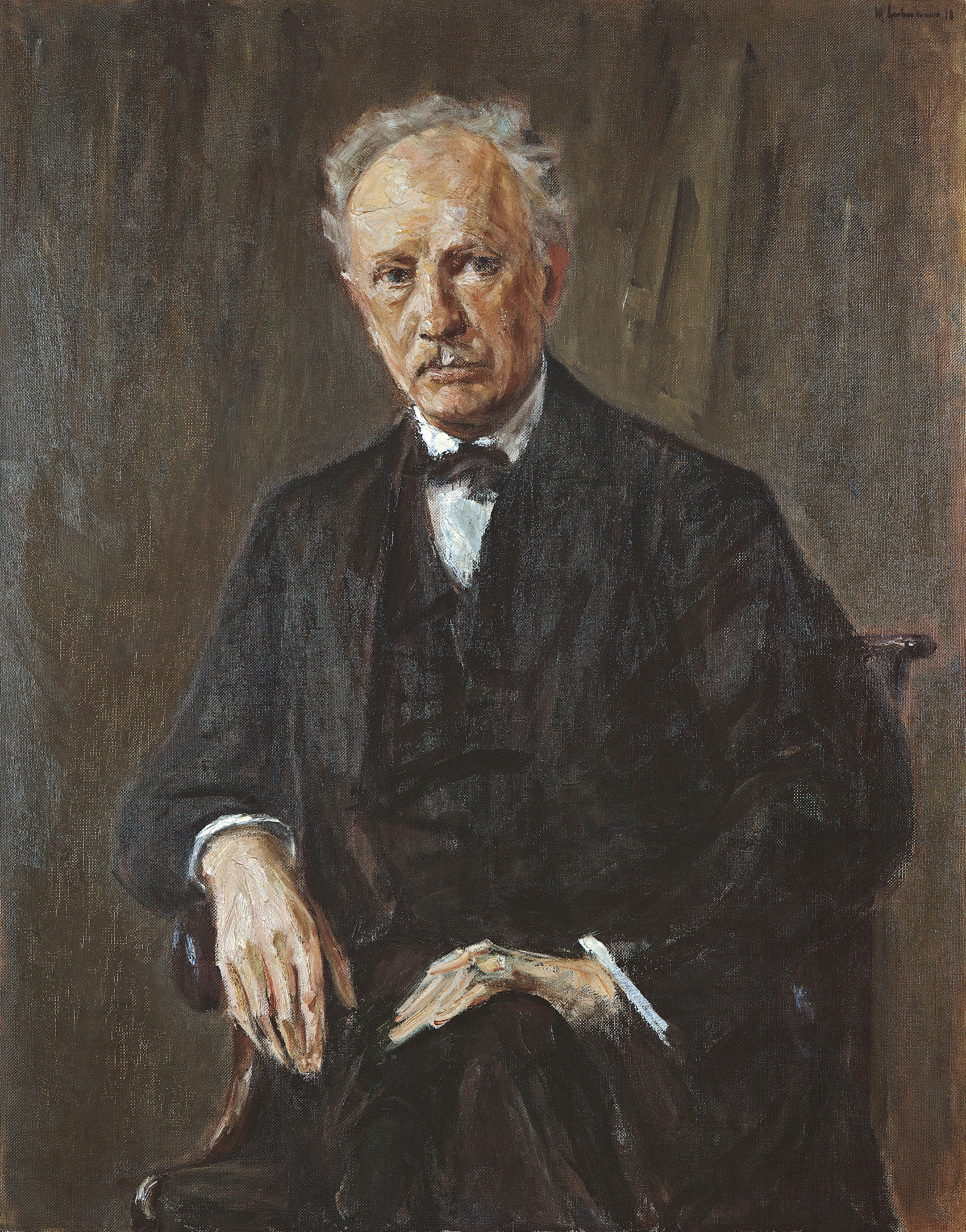
Portrét od Maxe Liebermanna z roku 1918

V roce 1900 se Richard Strauss setkal se spisovatelem a básníkem Hugem von Hofmannsthal. Jejich přátelský vztah vyústil v jeden z nejplodnějších partnerských vztahů skladatele a libretisty v celé operní historii. Hofmannsthal napsal libreta již pro první dvě Straussovy stěžejní opery Salome (1905) a Elektra (1909), které byly obě poprvé uvedeny v Drážďanech. Spolupráci skladatele Strausse a libretisty Hofmannsthala vděčí světové operní obecenstvo i další díla: Der Rosenkavalier (Růžový kavalír, 1911), Ariadne auf Naxos (Ariadna na Naxu, 1912 / 1916), Die Frau ohne Schatten (Žena beze stínu, 1919), Die ägyptische Helena (Egyptská Helena, 1927) a Arabella (uvedena až po Hofmannsthalově smrti, a to 1933).
V roce 1948 napsal svoji poslední skladbu, Vier letzte Lieder (Čtyři poslední písně) pro soprán a orchestr, údajně pro norskou sopranistku Kirsten Flagstad. V roce 1947 sebekriticky prohlásil: „Já nemohu být prvotřídní skladatel, jsem však prvotřídní druhořadý skladatel!”
Hudební tvorba Richarda Strausse je jedinečná a nezaměnitelná. Jeho hudba dovede být jak hrubá, tak o několik taktů dále v prudce stoupajícím úseku se dotýkat citových vrcholů. Co tolik odlišuje jeho umění, je mistrovské zvládnutí orchestrace, jež se mu dařilo jako dirigentovi i jako skladateli. Mezi jeho skvostná orchestrální díla patří Eulenšpíglova šibalství, Don Quijote, Alpská symfonie a Sinfonia domestica.
Neméně ovšem proslul Strauss svými operami a také svou písňovou tvorbou. Spolupráce s libretistou, nadaným a náročným Hugem von Hofmannstahlem, jež trvala až téměř do Hofmannsthalovy smrti v roce 1929, dala vzniknout mistrovským dílům, patřícím již v tehdejší době a až do dneška mezi nejvíce hrané opery na světových scénách.

## Fotogalerie

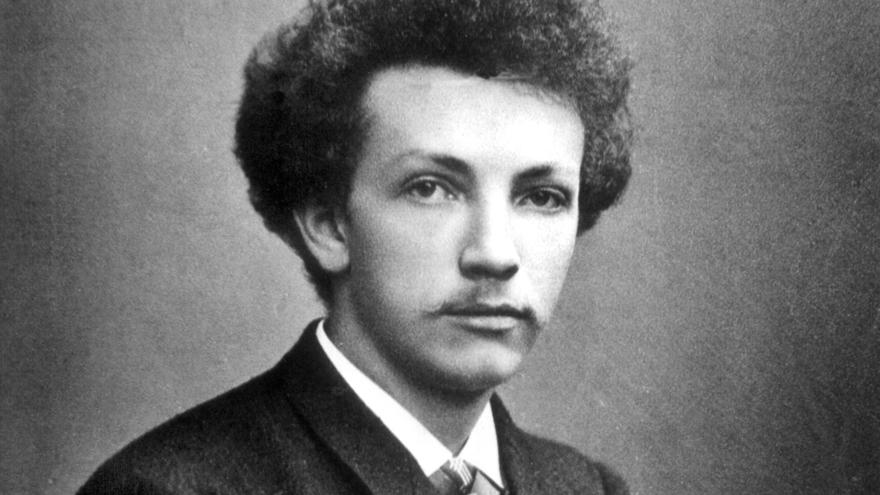
Richard Strauss (1888)
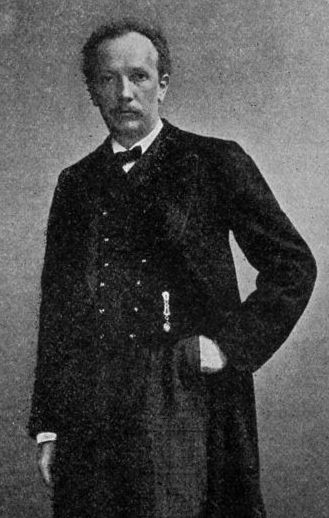
Richard Strauss
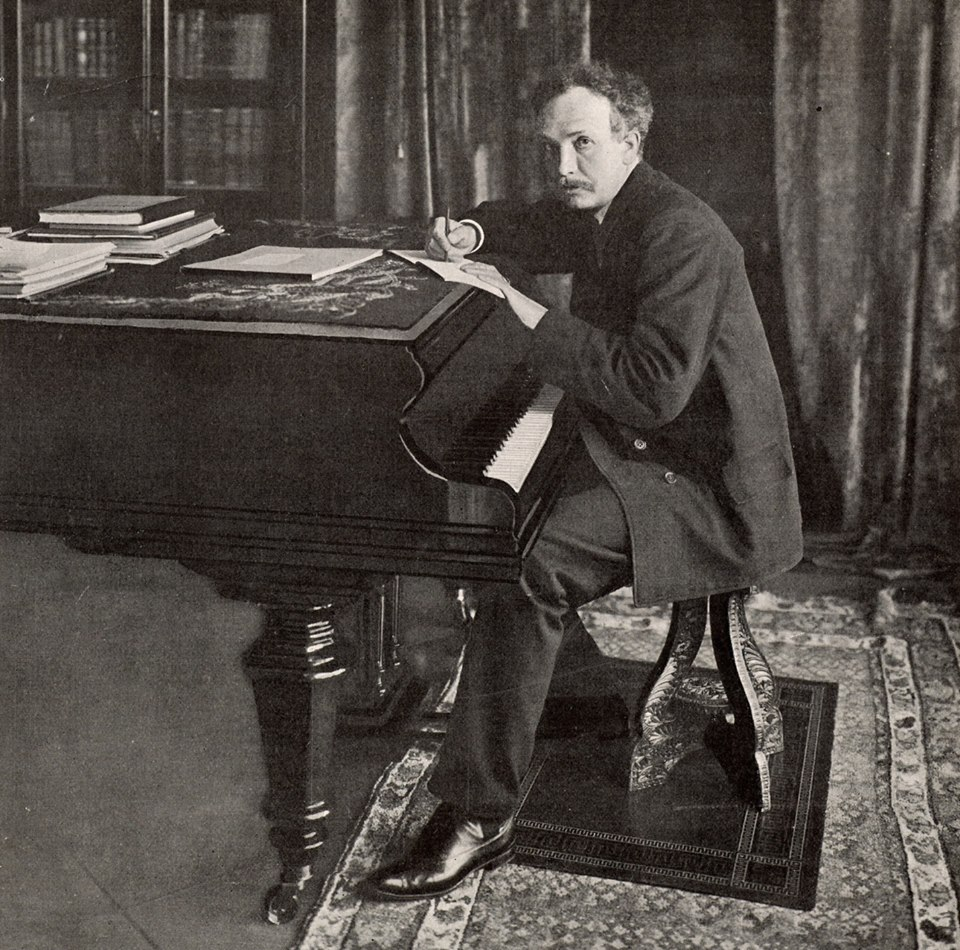
Strauss u piana (1902)
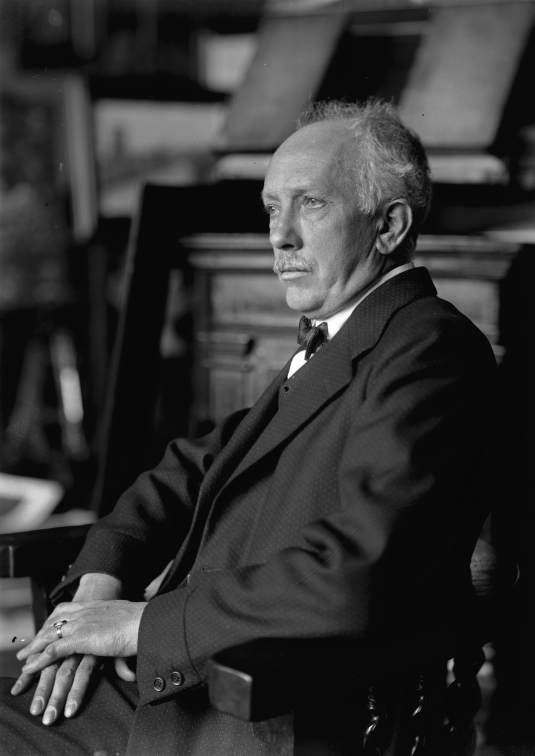
Richard Strauss (1922)
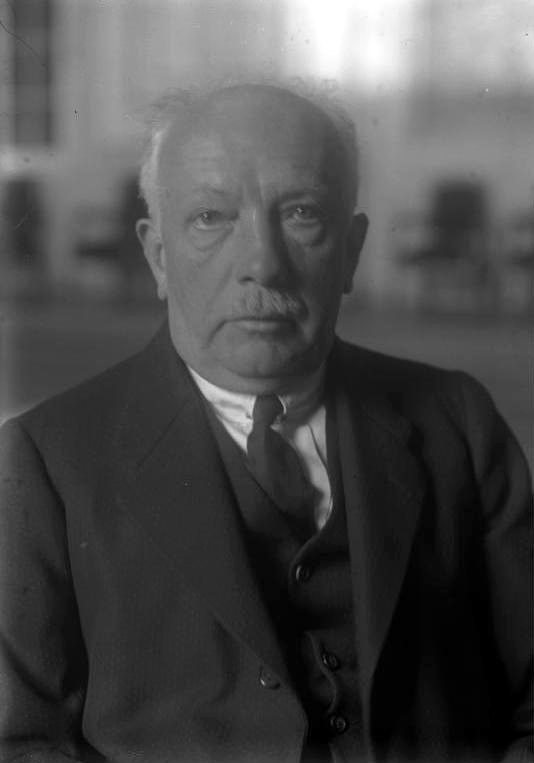
Richard Strauss
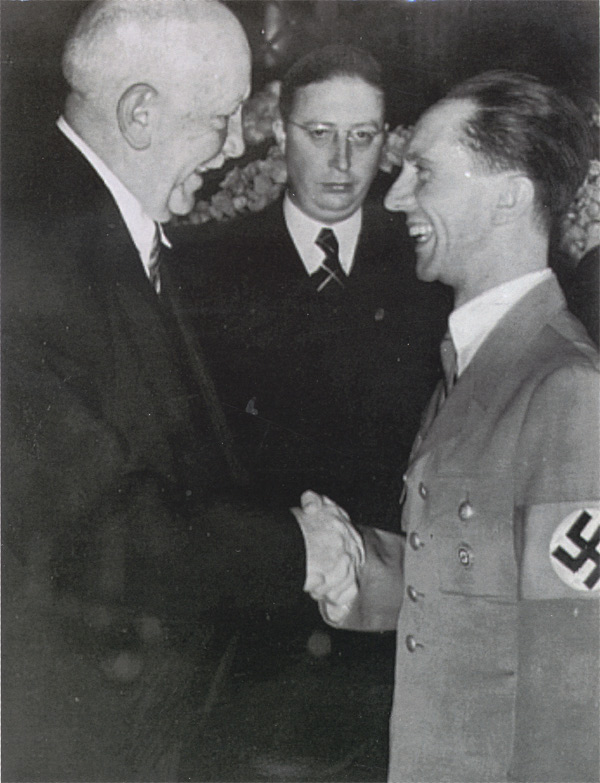
Joseph Goebbels a Richard Strauss

## Seznam nejvýznamnějších děl

### Symfonické básně
- Macbeth (1888/1890)
- Don Juan (1889)
- Tod und Verklärung (1891)
- Till Eulenspiegels lustige Streiche (Enšpíglova šibalství, 1895)
- Also sprach Zarathustra (Tak pravil Zarathustra, 1896)
- Don Quixote (Don Quijote) (1898)
- Ein Heldenleben (Život hrdinův, 1898)
- Symphonie domestica (1904)
- Eine Alpensinfonie (Alpská symfonie) (1915)

### Ostatní symfonické skladby
- Symfonie d-moll (1880)
- Symfonie f-moll op. 12 (1883)
- Aus Italien (1886)
- Burleska pro klavír a orchestr d-moll (1890),
- 2 klavírní koncerty
- 2 koncerty pro lesní roh a orchestr
- Koncert pro hoboj a malý orchestr D-dur (1945)
- Dvorní concertino pro klarinet, fagot a orchestr

### Opery
- Guntram (1894)
- Feuersnot (1901)
- Salome (1905)
- Elektra (1909)
- Růžový kavalír (Der Rosenkavalier, 1911), libreto: Hugo von Hofmannsthal
- Ariadna na Naxu (Ariadne auf Naxos, 1912/1916) libreto: Hugo von Hofmannsthal na motivy Molièrovy komedie Měšťák šlechticem
- Žena beze stínu (Die Frau ohne Schatten, 1919), libreto: Hugo von Hofmannsthal
- Intermezzo (1924)
- Die ägyptische Helena (1933)
- Arabella (1933)
- Mlčenlivá žena (Die schweigsame Frau, 1935). Libreto k této opeře napsal podle knihy Bena Jonsona: "Epicoene, or The Silent Woman" Stefan Zweig. Premiéry opery v Semperově opeře v Drážďanech 24. června 1935 se původně měli zúčastnit prominenti nacistického režimu. Když vešlo ve známost jméno libretisty, na poslední chvíli účast odmítli.[2]
- Friedenstag (1938)
- Daphne (1938)
- Die Liebe der Danae (1940; revize 1952)
- Capriccio (1942)

### Baletní hudba
- Josephslegende (1914)
- Schlagobers (1924)